# Pont international Gordie-Howe
Le pont international Gordie-Howe est un futur pont reliant Détroit, aux États-Unis, à Windsor, au Canada. Le pont est nommé en l'honneur du joueur de hockey sur glace canadien Gordon Howe.

## Histoire
Le projet est initialement proposé en 2004 en tant que Detroit River International Crossing (DRIC). Les études techniques sont achevées en septembre 2007 et le projet est approuvé en 2008. En 2010, le Michigan Department of Transportation (en) estime que le pont sera ouvert en 2016.
En décembre 2011, la commission du développement économique du Sénat du Michigan rejette la réalisation du nouveau pont. En juin 2012, un nouvel accord entre le Canada et le Michigan permet de remettre le projet en marche. Le gouvernement canadien prend en charge le financement de la construction du pont, de l'acquisition de terrains au Michigan et de la construction des bretelles d'accès à l'Interstate 75. Le 12 avril 2013, le département d'État de l'administration Obama expédie un Permis présidentiel nécessaire à la construction du pont.
En juillet 2014, États-Unis et le Canada forment l'Autorité du pont Windsor-Détroit (en) (APWD, en anglais : Windsor–Detroit Bridge Authority) pour superviser la construction et les opérations du nouveau pont.
Les travaux de construction du pont sont officiellement lancés le 5 octobre 2018. Son ouverture est programmée pour 2024, pendant que le coût total du projet est estimé à 5,7 milliards de dollars canadiens.